# Ecodidé

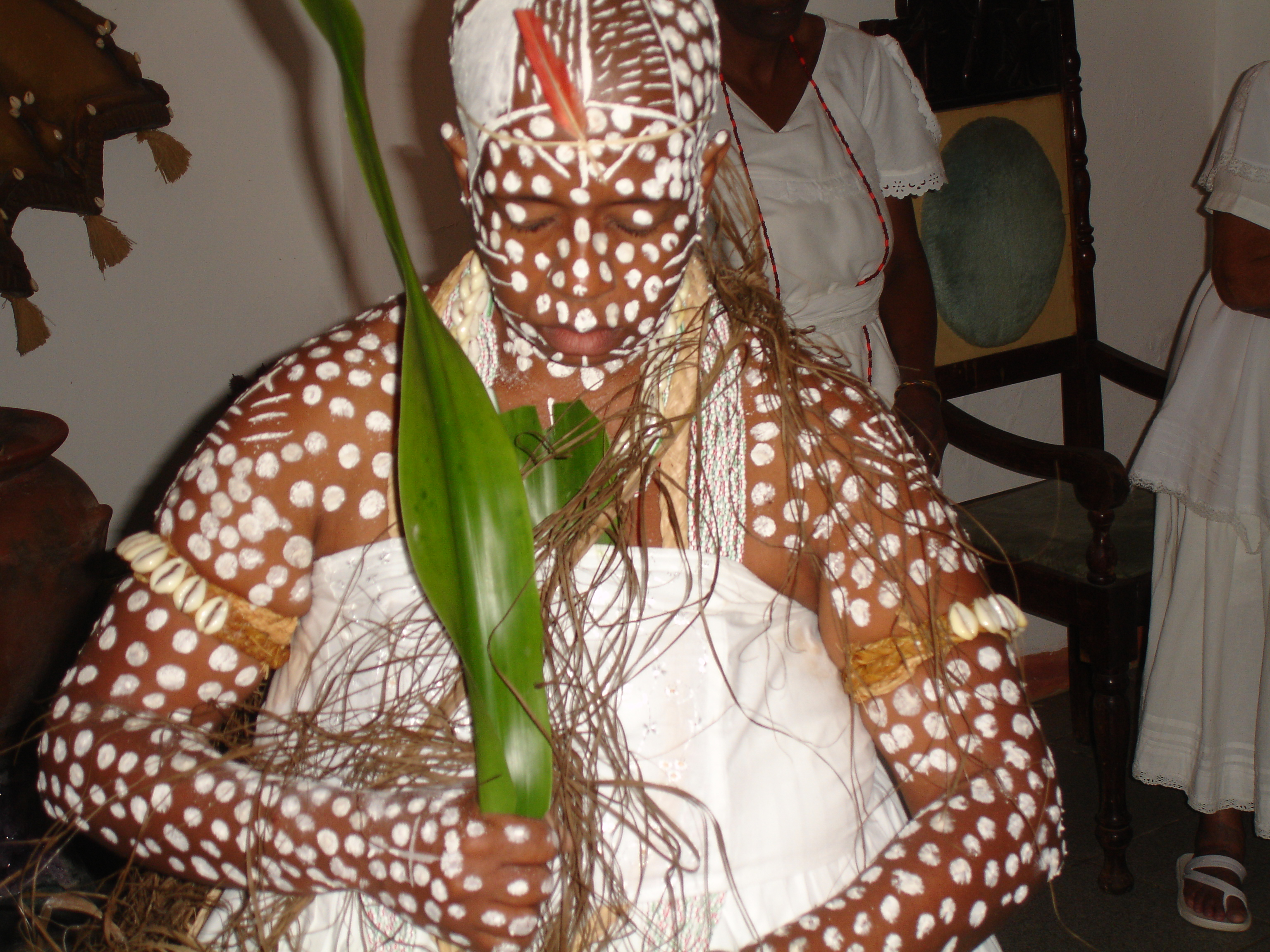
Ecodidé na testa do iniciado candomblé

Ecodidé ou icodidé (em iorubá: Ekodidé) é uma pena vermelha, retirada da cauda de um tipo de papagaio africano, chamado no Brasil de papagaio do Gabão, que pertence à espécie psittacus erithacus, denominado pelos iorubás de odidé.

## Utilidade
Esta pena é utilizada nos ritos de passagem, na feitura de santo e por todos eleguns, que carregam em sua testa ou no centro da cabeça, simbolizando a realeza, honra, status adquirido pelo fato dele ter se iniciado para ser um novo sacerdote dedicado ao culto daquele Orixá, possibilitando a este individuo o dom da palavra e sabedoria no novo aprendizado desta cultura chamada de candomblé.